# Kramfors pastorat
Kramfors pastorat är ett pastorat inom Svenska kyrkan i Ådalens kontrakt av Härnösands stift. Pastoratet bildades 2018, ligger i Kramfors kommun och omfattar samtliga församlingar i kommunen.
- Gudmundrå församling
- Nora-Skogs församling
- Nordingrå församling
- Ullångers församling
- Vibyggerå församling
- Bjärtrå församling
- Dals församling
- Styrnäs församling
- Torsåkers församling
- Ytterlännäs församling

Pastoratskod är 100111